# 1912
1912 (MCMXII) je bilo prestopno leto, ki se je po gregorijanskem koledarju začelo na ponedeljek.

## Dogodki
- 6. januar - Nova Mehika se pridruži ZDA.
- 12. februar - odstopi zadnji kitajski cesar Pu Ji; konec kitajskega cesarstva.
- 14. februar - Arizona se pridruži ZDA.
- 30. marec - Maroko postane francoski protektorat.
- 10. april - RMS Titanic, kot druga ladja razreda Olympic, odpluje iz Southamptona na svojo krstno plovbo v New York. Po izplutju iz Southamptona opravi svoj prvi postanek, v Cherbourgu.
- 11. april - RMS Titanic opravi svoj drugi in zadnji postanek v Queenstownu (danes Cork) in odpluje proti ZDA.
- 14. april – 15. april - Potop Titanica: RMS Titanic trči v ledeno goro in potone dve uri in štirideset minut pozneje, v nesreči umre 1.503 ljudi.
- 18. april - RMS Carpathia pripluje v New York z 705 preživelimi potniki s Titanica.
- 5. maj - otvoritvena slovesnost olimpijskih iger 1912 v Stockholmu (Švedska).
- 13. maj - v Združenem kraljestvu je ustanovljen Kraljevi letalski korpus, predhodnik Kraljevega vojnega letalstva (RAF).
- 25. avgust - ustanovljen je Kuomintang, kitajska nacionalistična stranka.
- 8. oktober - Bolgarija, Srbija, Grčija in Črna gora ob podpori ruskega carja Nikolaja
II., pričnejo prvo balkansko vojno proti Osmanskemu cesarstvu.
- 28. november - Albanija razglasi neodvisnost od Osmanskega cesarstva.
- 18. december - pred Geološkim društvom iz Londona je predstavljena lobanja t. i. piltdownskega človeka, razkrita kot ponaredek leta 1953.
- 30. december - s podpisom mirovne pogodbe med državami Balkanske lige in Osmanskim cesarstvom se konča prva balkanska vojna.

## Rojstva
- 21. januar - Konrad Emil Bloch, nemško-ameriški biokemik, nobelovec († 2000)
- 27. januar - Arne Næss, norveški filozof in ekolog († 2009)
- 12. februar - Josip Kalčič, slovenski dirigent, skladatelj in glasbeni pionir († 1995)
- 23. marec - Werner von Braun, nemško-ameriški fizik  († 1977)
- 26. marec - Paul Erdős, madžarski matematik († 1996)
- 6. april - Danilo Fürst, slovenski arhitekt († 2005)
- 20. maj - Wilfrid Sellars, ameriški filozof († 1989)
- 6. maj - Ivan Škafar, slovenski zgodovinar in literarni zgodovinar († 1983)
- 4. junij - Robert Jacobsen, danski kipar in slikar († 1993)
- 23. junij - Alan Turing, angleški matematik, računalnikar († 1954)
- 28. junij - Carl Friedrich von Weizsäcker, nemški fizik, filozof († 2007)
- 6. julij - Heinrich Harrer, avstrijski pianist († 2006)
- 4. avgust - Aleksander Danilovič Aleksandrov, ruski matematik († 1999)
- 9. avgust - Bojan Adamič, slovenski skladatelj, dirigent in aranžer († 1995)
- 28. avgust - George Eric Deacon Alcock, angleški učitelj, ljubiteljski astronom († 2000)
- 13. september - Horace Welcome Babcock, ameriški astronom († 2003)
- 21. september - Chuck Jones,  ameriški animator, umetnik, scenarist, producent in režiser animiranega filma († 2002)
- 1. oktober - Franc Žvanut, slovenski travmatolog († 1975)
- 2. december - Harry Sukman, ameriški filmski in televizijski skladatelj († 1984)

## Smrti
- 21. februar - Osborne Reynolds, angleški inženir, fizik (* 1842)
- 1. marec - Peter Nikolajevič Lebedjev, ruski fizik (* 1866)
- 14. maj - August Johan Strindberg, švedski pisatelj, dramatik (* 1849)
- 10. junij - Anton Aškerc, slovenski pesnik, duhovnik (* 1856)
- 12. junij - Frédéric Passy, francoski politik, mirovnik, ekonomist, nobelovec (* 1822)
- 17. julij - Henri Poincaré, francoski matematik, filozof (* 1854)
- 13. avgust - Jules-Émile-Frédéric Massenet, francoski skladatelj (* 1842)
- 21. december - Paul Albert Gordan, nemški matematik (* 1837)

## Nobelove nagrade
- Fizika - Nils Gustaf Dalén
- Kemija - Victor Grignard, Paul Sabatier
- Fiziologija ali medicina - Alexis Carrel
- Književnost - Gerhart Johann Robert Hauptmann
- Mir - Elihu Root